# 102536 Luanenjie
102536 Luanenjie è un asteroide della fascia principale. Scoperto nel 1999, presenta un'orbita caratterizzata da un semiasse maggiore pari a 2,7598272 UA e da un'eccentricità di 0,3121478, inclinata di 10,16027° rispetto all'eclittica.